# Tricalysia microphylla
Tricalysia microphylla är en måreväxtart som beskrevs av William Philip Hiern. Tricalysia microphylla ingår i släktet Tricalysia och familjen måreväxter. Inga underarter finns listade i Catalogue of Life.